# Down House
Down House foi a casa do naturalista inglês Charles Darwin e de sua família. Está localizada em Downe, um vilarejo situado a 22,93 km a sudeste de Charing Cross, Londres. Foi nessa casa e jardim que Darwin trabalhou em suas teorias de evolução por seleção natural que ele havia concebido em Londres antes de se mudar para Down. Atualmente, a casa é um museu. A casa, jardim e terrenos estão na tutela do patrimônio inglês, foram restaurados e estão abertos ao público.

## História da Down House
Em 1651, Thomas Manning vendeu uma parcela de terra, incluindo a maior parte da propriedade atual, para John Know, o primogênito de uma família Yeoman Kentish, por £ 345. Tem sido debatido se este preço provavelmente incluiu uma casa, mas, se não foi, é sabido quando foi  construida a primeira casa de campo na propriedade: algumas paredes de sílex sobreviventes podem ser datadas desse período. Em 1653, John Know deu a casa ao seu filho Roger, provavelmente como um presente de casamento; e em 1743 o casamento de Mary Know passou a propriedade para a família de Bartolomeu de West Peckham no Weald. Em 1751, Leonard Bartholomew vendeu a casa desabitada a Charles Hayes do Hatton Garden.
A propriedade foi adquirida pelo empresário e terrateniente George Butler em 1778, e pensa-se que ele reconstruiu e ampliou a casa: em 1781 ele pagou o imposto mais alto da janela na aldeia. Por volta desse tempo, aparentemente foi chamado de Grande Casa. Depois que Butler morreu em 1783, a propriedade mudou de mãos várias vezes, então em 1819 foi para Lieut.-Col. John Johnson, C.B., coronel de engenheiros no Hon. East India Company, estabelecimento de Bombaim. Em 1837, Johnson migrou para "Lake Erie, perto de Dunville, no Alto Canadá", e passou o que agora era chamado Down House para o pátrio incumbente da paróquia, o Rev. James Drummond. A casa foi re-telhada e colocada em boa ordem sob a supervisão de Edward Cresy, um arquiteto que morava nas proximidades. Por volta de 1840, Drummond deixou o imóvel vago e colocou-o em leilão, mas não foi vendido e ficou vazio por dois anos.

### 1842 - 1906: Família Darwin em Down
Já em 1841, a casa de Londres ficava cada vez mais apertada para a família Darwin. Charles e sua esposa Emma preferiam viver longe do ruído e poluição constantes do centro de Londres. Além disso, eles ainda tinham duas jovens crianças: William (1839) e Anne (1841). Darwin abordou seu pai, Robert Darwin, com a intenção de pedir um financiamento para a compra de uma nova casa,  seu pai aprovou que ele começasse a procurar um novo lugar para viver. Charles e Emma procuraram por regiões a cerca de 32 quilômetros de distancia de Londres, com acesso ferroviário, tais como Windsor, Berkshire e Chobham, Surrey.
Charles e Emma visitaram a Down House em 1842, no dia 22 de julho, uma sexta-feira. Eles passaram a noite em uma pequena casa no vilareijo e voltaram para Londres no dia seguinte. No domingo, 24 de julho de 1842, Darwin escreveu para sua imã para contar suas primeiras impressões a respeito da casa. Apesar de haverem vários trens na linha de 16 quilômetros que iam de Londres até a estação mais próxima,  o trecho de 13,7 quilômetros da última estação até Downe era longo, lento e montanhoso. A pequena vila ficava distante de grandes estradas.
A casa de três andares possuía alguns defeitos, mas o casal estava cansado da procura por um novo lar e essa era uma opção barata. Emma preferiu uma casa mais cara em Surrey, e talvez tenha tido esperança de que o pai de Darwin aumentaria o empréstimo para o compra, mas a vida em Londres se tornava cada vez mais desagradável e como ela estava grávida, não era possível continuar procurando por casas naquele ano. 
Com a consultoria do arquiteto e engenheiro civil, Edward Cresy, Darwin deu inicio às negociações. Porém, James Drummond recusou a locação da casa, ideia inicial de Darwin, que pretendia passar um ano na casa antes de se mudar definitivamente. O reverendo queria £2.500 para pagar a hipoteca. Cresy sugeriu uma oferta de  £2.100 mas Darwin fez uma oferta de cerca de  £2.200 que foi aceita. No final do mês de agosto a família já estava quase pronta para a mudança. Emma se mudou no dia 14 de setembro de 1842, seguida por Charles, que se mudou três dias depois. Emma deu à luz Mary Eleanor em 23 de setembro, e todos estavam satisfeitos e adaptados - mesmo o irmão de Darwin, Erasmus, que não havia gostado do lugar tinha mudado de opinião. Porém, uma onde de tristeza tomou lugar quando a pequena Mary faleceu, em 16 de outubro.
Darwin realizou amplas alterações na casa e no jardim. Um compartimento angular, que formava um grande arco frontal que se estendia pelos três andares na elevação oeste da casa, abrigava a sala de estar e os quartos, garantindo a melhora da vista vista e da iluminação. Darwin escreveu dizendo a seu primo que o primeiro tijolo foi colocado em 27 de março de 1843. Até o final do mês de abril, Darwin trabalhou para diminuir a em até 0,61m o limite da casa e construir novas paredes de limite, que, somada aos montes de terra e arbustos, tornaram o jardim mais privado. Além disso, uma parte do campo foi adaptada e transformada em horta, incluindo o terreno experimental, e depois as estufas.
A família Darwin aumentou em setembro de 1843, com o nascimento de Etty. George (1845), "Bessy" (1847), Francis (1848), Leonard (1850), Horace (1851) e Charles Waring Darwin (que nasceu em 1856, mas morreu em 1858) foram os filhos do casal que também nasceram na mesma casa. Charles seria o décimo filho do casal. 
Entre os anos de 1845 e 1846, Darwin realizou alterações na ala de serviços ao sul do bloco principal da casa. Ele recuperou a área da cozinha e adicionou uma despensa e uma sala de aula, além e dois quartos pequenos nos andares superiores. As dependências fora reconstruídas e, para dar proteção contra o vento, um parapeito foi construído a leste.
Darwin possuiu uma variedade de árvores e solicitou um caminho de cascalho, conhecido como "calçadão", que foi criado em torno no perímetro da casa. O passeio diário de Darwin consistia em caminhar várias vezes por este perímetro, o que servia tanto como exercício físico como para exercitar o pensamento ininterrupto. Em um ponto da caminhada, le organizava uma série de pequenas pedras para que ele pudesse empurrar uma pedra cada vez que ele passasse, de modo que ele não teve que interromper seus pensamentos contando conscientemente o número de circuitos feitos por dia. A calçada também serviu de playground para seus filhos. Uma casa de madeira foi construída na extremidade inferior do calçadão.
Uma nova extensão foi adicionada ao extremo norte da casa no ano de 1858, proporcionando uma nova sala de estar, que serviu como uma confortável sala familiar, e dois novos quartos. A antiga sala de estar deu lugar a uma nova sala de jantar e a antiga sala de estar tornou-se uma sala de bilhar.
O interesse de Darwin por fertilização de orquídeas o levou a obter uma nova estufa aquecida. Construída sob a supervisão do jardineiro John Horwood, a estufa foi concluída e fevereiro de 1863. No ano de 1872 uma nova varanda foi construída do lado oeste da nova sala de estar. Em 1877, uma nova sala de bilhar foi adicionada a leste, com o corredor sendo estendido para formar um novo hall de entrada e uma varanda de estilo georgiano virada ao leste. O novo quarto de bilhar foi convertido em um novo estúdio no ano de 1881, e o antigo estúdio, onde Darwin escreveu sobre a origem das espécies, deu lugar a um espaço para o fumo. Durante o mesmo ano, Darwin comprou uma nova faixa de terra ao norte da propriedade, onde construiu uma quadra de tênis.
Após a morte da primeira esposa de Francis, seu filho Bernard Darwin foi criado pelos avós, Charles e Emma, em Down. Charles faleceu na casa, em 19 de abril de 1882, com 73 anos. Emma também faleceu em Down, 14 anos depois, em 1896.  
Em fevereiro de 1897, a casa foi anunciada para aluguel por "12 guineas por semana, incluindo jardineiros". Entre 1900 e 1906, a casa foi alugada pelo Senhor Whitehead, que foi o primeiro proprietário de um automóvel em Downe.

### 1907 - 1992: Escola para garotas de Downe
Um internato para meninas foi constituído na casa em fevereiro de 1907, fundado pela diretora Olive Willis (1877-1964) e sua amiga Alice Carver. A escola começou com cinco professoras e uma aluna, mas o sucesso veio rápido e a escola cresceu logo para cerca de 60 alunas. Vários galpões foram construídos nas redondezas da casa. Eles foram usados como capela, ginásio, salas de música e sanitários, e foram posteriormente removidos. A escola ocupou a casa até abril de 1922, quando mudou para instalações maiores em Hermitage Road, Cold Ash, Newbury, onde continua até os dias atuais. Uma das casas da escola ainda é chamada de Darwin.

### 1927 - 1996: Museu de Darwin
A partir de 1924, outra escola para garotas foi dirigida na casa por Miss Rain, mas esta foi mal sucedida e fechou em 1927. Após um apelo na reunião anual da Associação Britânica para o Avanço da Ciência, feito pelo próprio presidente, Sir Arthur Keith, o cirurgião Sir George Buckston Browne (1850-1945) comprou Down dos herdeiros de Darwin por £ 4.250 em 1927 (equivalente a £ 228.784 em termos atuais). Ele gastou cerca de £ 10.000 em reparos e, em 7 de janeiro de 1929, o apresentou à Associação Britânica, juntamente com uma doação de £ 20.000 para garantir sua preservação em perpetuidade como memorial de Darwin, para ser usado em benefício da ciência e aberto aos visitantes gratuitamente de cobrança. Down House foi aberta ao público formalmente ao público como um museu em um chá no dia 7 de junho de 1929. Em 1931, Buckston Browne deu ao Royal College of Surgeons (RCS) um fundo de doação e terras adjacentes ao lado da propriedade Down House para estabelecer a Buckston Browne Research Farm, uma estação de pesquisa cirúrgica. Por seus esforços para salvar a casa histórica, Buckston Browne recebeu uma cavalaria nas honras do ano novo de 1932.
A doação de Buckston Browne para a casa mostrou-se insuficiente e as despesas de manutenção levaram a Associação Britânica, por sua vez, a doar a casa para o RCS em outubro de 1953. Em 1962, Sir Hedley Atkins (1905-1983), mais tarde presidente do RCS, mudou-se para a casa junto com sua esposa e assumiu o cargo de curador honorário.
Em maio de 1954, Down House em si foi designado como um prédio listado de Grau I e, em setembro de 1988, o jardim e Sandwalk foram adicionados ao Registro de Parques e Jardins de Interesse Histórico Especial na Inglaterra no Grau II.

### 1996 - presente
Down House foi adquirida em 1996 pela English Heritage, com uma bolsa do Wellcome Trust. Foi restaurada com fundos arrecadados pelo Museu de História Natural de muitos fundos de confiança e de um subsídio do Heritage Lottery Fund e reaberto ao público em abril de 1998. Em 2009, o Darwin Bicentenary Project criou uma nova exposição no primeiro andar da casa, contando a história da vida e do trabalho de Darwin. Um guia de vídeo do lado de fora foca em mostrar em como Darwin usou seu jardim como um laboratório ao ar livre e apresenta clipes de David Attenborough, Professor Steve Jones e Melvyn Bragg. Os notebooks de Darwin foram digitalizados usando o software Turning the Pages e colocados online.
Down House e a área circundante foram nomeados pelo Departamento de Cultura, Mídia e Esporte do governo do Reino Unido (DCMS) para se tornar um Patrimônio da Humanidade. Originalmente, foi realizada uma consulta pública em 2006 e uma decisão era esperada nos últimos três dias de junho de 2007. No entanto, o ICOMOS alertou o DCMS de que a Câmara não pode atender aos critérios para sites científicos no registro, e, portanto, em maio de 2007, o DCMS anunciou que estava retirando a oferta com a intenção de reenviá-la mais tarde. O lance foi reenviado sem sucesso em janeiro de 2009.
O quarto principal foi restaurado e aberto ao público pela primeira vez em junho de 2016. A restauração incluiu uma reconstrução da coleção de gravuras de belas artes de Darwin, com cenas bíblicas de Raphael, Titiano e Sebastiano del Piombo, bem como um auto-retrato de Raphael no quarto e um auto-retrato de Leonardo da Vinci no escritório de Darwin juntamente com retratos de Charles Lyell e Erasmus Darwin.

### Visitação
Down House, seu jardim e terrenos estão abertos ao público e aos membros do Patrimônio Inglês. Está aberto todos os dias de abril até o final de outubro e nos fins de semana apenas de novembro até o final de março. A casa e o jardim são submetidos ao trabalho rotineiro de conservação durante os períodos fechados.

A casa pode ser visitada através de transportes públicos a partir do centro de Londres, pois está localizada dentro da zona de transporte de Transporte para Londres Zona 6. O serviço de ônibus 146 da estação ferroviária de Bromley South (diariamente) termina nas proximidades da Downe Village e no ônibus R8 da estação ferroviária de Orpington (excluindo domingos) para a pedido fora da Down House.